# Гигантские кальмары
Архите́утис (гига́нтский кальма́р) (лат. Architeuthis) — род глубоководных кальмаров, составляющий самостоятельное семейство Architeuthidae. Гигантский кальмар может вырастать до огромных размеров (см. Глубоководный гигантизм), по современным данным максимальная длина от конца плавников до кончиков ловчих щупалец составляет около 8 м. Таким образом, это одно из крупнейших по величине беспозвоночных животных. Длина мантии — около 2,5 м, у самок несколько больше, чем у самцов, длина кальмара без учёта ловчих щупалец около 5 м.
30 сентября 2004 года исследователи из Национального музея науки Японии и Ассоциации по наблюдению за китами получили первые снимки живых гигантских кальмаров в их естественной среде. Та же группа 4 декабря 2006 года произвела первую видеосъёмку живого гигантского кальмара.

## Морфология и анатомия
Подобно всем кальмарам, гигантский кальмар имеет мантию, 8 рук (обычных щупалец) и два ловчих щупальца (наибольшие известные щупальца среди всех головоногих). Щупальца составляют основную часть в огромной длине кальмара, что делает его, при почти одинаковых размерах, намного более лёгким животным, чем кашалот — главный враг гигантского кальмара. Научно задокументированные экземпляры имели вес в несколько сот килограммов.

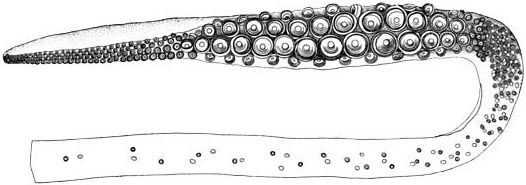
Щупальце гигантского кальмара

Внутренняя сторона щупалец покрыта сотнями полусферических присосок диаметром 2—6 см. По окружности каждой присоски расположено острое зазубренное хитиновое кольцо. Присоски служат для захватывания и удерживания добычи. Круглые рубцы от присосок часто можно обнаружить на голове кашалотов, которые нападали на гигантских кальмаров. Каждое щупальце делится на 3 региона: «запястье», «кисть» и «пальцы». На запястье присоски расположены плотно, в 6—7 рядов. Кисть шире и расположена ближе к концу щупальца, присоски на ней более крупные и расположены реже, в 2 ряда. Пальцы расположены на концах щупалец. Основания щупалец расположены по кругу, в центре которого (как и у других головоногих) расположен клюв, похожий на клюв попугая.
В задней части мантии расположены небольшие плавники, используемые для передвижения. Подобно другим головоногим, гигантский кальмар пользуется реактивным способом передвижения, затягивая воду в полость мантии и выталкивая его через сифон неторопливыми пульсациями. При необходимости он может передвигаться достаточно быстро — заполнить мантию водой и напряжением мышц с силой вытолкнуть её через сифон. Внутри полости мантии также расположена пара больших жабр, используемых кальмаром для дыхания. Для отпугивания хищников он может выпускать облако тёмных чернил.
Гигантский кальмар имеет высокоорганизованную нервную систему и сложный мозг, вызывающий большой интерес учёных. Кроме того, он обладает наибольшими глазами среди всех живых организмов (наряду с антарктическим гигантским кальмаром) — до 27 см в диаметре с 9-сантиметровым зрачком. Большие глаза позволяют моллюску улавливать слабое биолюминесцентное свечение организмов. Вероятно, он не обладает способностью различать цвета, но может улавливать небольшие различия в оттенках серого, что более важно в условиях крайне низкой освещённости.
Гигантский кальмар и другие крупные виды кальмаров обладают нулевой плавучестью в морской воде благодаря содержащемуся в их теле изотоническому морской воде раствору хлорида аммония, который по плотности несколько меньше. Большинство рыб поддерживают плавучесть другим способом, используя для этой цели плавательный пузырь, наполненный газом. Вследствие этого мясо гигантского кальмара непривлекательно для человека.
Подобно всем головоногим, гигантский кальмар имеет специальные органы — статоцисты — для ориентации в пространстве. Возраст кальмара может быть определён по «годовым кольцам» на статолитах внутри этих органов, при этом используется тот же метод, что применяется для определения возраста деревьев. Большинство из того, что известно о возрасте гигантских кальмаров, получено по результатам подсчёта таких колец и по непереваренным клювам кальмаров, найденных в желудках кашалотов.

## Размер
Гигантский кальмар является крупнейшим по длине тела моллюском и одним из крупнейших по длине тела из всех известных современных беспозвоночных (формально превосходит его по длине немертина Lineus longissimus). Некоторые вымершие головоногие могли достигать ещё больших размеров. По массе тела он уступает колоссальному кальмару.
Данные о полной длине обнаруженных представителей гигантского кальмара часто оказывались сильно преувеличенными. Данные об экземплярах, достигающих длины 20 м и более, широко распространены, но не имеют документального подтверждения. Возможно, такие замеры могли быть действительно получены при вытягивании ловчих щупалец, которые обладают большой эластичностью.
На основании изучения 130 представителей вида и клювов, найденных в желудках кашалотов, максимальная длина мантии гигантского кальмара определяется в 2,25 м, а длина с руками (но без ловчих щупалец) редко превышает 5 м. Максимальная полная длина с расслабленными мышцами (после наступления смерти) от конца плавников до кончиков ловчих щупалец оценивается в 16,5 м. Максимальный вес составляет 275 кг для самок и 150 кг для самцов.

## Размножение и популяция
О размножении гигантского кальмара известно довольно мало. Вероятно, он достигает половой зрелости в возрасте 3 лет, самцы достигают половой зрелости при меньшем размере, чем самки. Самки производят большое количество яиц, иногда свыше 5 кг, каждое длиной 0,5—1,4 мм и шириной 0,3—0,7 мм. Самка имеет один непарный яичник в заднем конце полости мантии и парные спиральные яйцеводы. У самцов непарное заднее яичко производит сперму, которая проходит через сложную систему желез, которые в конечном счете создают сперматофоры. Во время спаривания сперматофоры выбрасываются через длинный (до 90 см) хватательный пенис, который вытягивается из мантии. Как сперма перемещается к яйцам, остается до конца непонятным, так как у гигантского кальмара отсутствует гектокотиль, используемый для размножения многими головоногими. Возможно, она сохраняется в мешочках сперматофоров, которые самцы извергают в щупальца самок. Такое предположение основано на наличии вспомогательных усиков на щупальцах некоторых выловленных самок. Молодь гигантского кальмара в постличиночной стадии исследовалась у берегов Новой Зеландии. Имеются планы поместить несколько экземпляров в аквариум для дальнейшего исследования этих животных.
Анализ митохондриальной ДНК особей гигантского кальмара по всему миру выявил незначительные вариации между ними (181 отличие в совокупности из 20331 пар нуклеотидов). Это позволяет предположить, что личинки гигантского кальмара разносятся на большие расстояния океаническими течениями, при этом существует одна глобальная популяция гигантского кальмара. Ученым не удалось с какой-либо степенью точности определить мировую популяцию гигантских кальмаров. Оценки были составлены на основе количества клювов гигантских кальмаров, обнаруженных в желудках умерших кашалотов. Основываясь на таких наблюдениях, было подсчитано, что кашалоты потребляют от 4,3 до 131 миллиона гигантских кальмаров ежегодно, подразумевая, что популяция гигантских кальмаров также исчисляется миллионами, но более точные оценки вывести не удалось.

## Питание и враги
Последние исследования показывают, что гигантский кальмар питается глубоководными рыбами (морскими чертями или прозрачными рыбами), а также другими видами кальмаров. Он ловит добычу, используя ловчие щупальца, захватывая её с помощью присосок, затем подносит её к мощному клюву и измельчает с помощью радулы (языка с мелкими зубами) перед тем, как она попадает в пищевод. Скорее всего, гигантские кальмары всегда охотятся в одиночку, так как не отмечалось случаев поимки в рыболовные сети нескольких экземпляров этого вида сразу. Хотя большинство гигантских кальмаров было поймано в водах Новой Зеландии тралами для ловли макруронуса, эта рыба не входит в их рацион питания. Это позволяет предположить, что гигантский кальмар и макруронус могут охотиться на одних и тех же животных.
Единственными известными животными, охотящимися на взрослых гигантских кальмаров, являются кашалоты и полярные акулы. Возможно, гринды также представляют для них опасность. Молодь может служить добычей для мелких глубоководных акул и некоторых других крупных рыб. Учёные пытаются использовать умение кашалота отыскивать гигантских кальмаров для наблюдения за последними.
Гигантский кальмар встречается во всех океанах Земли. Обычно его находят вблизи континентальных склонов Северной Атлантики (Ньюфаундленд, Норвегия, Британские острова), Южной Атлантики — около Южной Африки, в Тихом океане — возле Японии, Австралии и Новой Зеландии. Относительно редко представители этого вида встречаются в тропических и полярных широтах. Распространение по вертикали недостаточно известно, данные о выловленных экземплярах и наблюдения за поведением кашалотов позволяет предполагать достаточно широкий диапазон глубин: примерно от 300 до 1000 м.

## Виды
Таксономию гигантского кальмара (как и многих других родов кальмаров) нельзя считать устоявшейся. Некоторые исследователи выделяют до 8 видов рода Architeuthis:
- Architeuthis dux (Атлантический гигантский кальмар)
- Architeuthis hartingii
- Architeuthis japonica
- Architeuthis kirkii
- Architeuthis martensi (Северо-тихоокеанский гигантский кальмар)
- Architeuthis physeteris
- Architeuthis sanctipauli (Южный гигантский кальмар)
- Architeuthis stockii

Однако достаточные генетические или физиологические предпосылки для выделения такого количества видов отсутствуют. Незначительное количество исследованных экземпляров, сложность наблюдения и изучения гигантских кальмаров в живой природе, отслеживания путей миграции создают серьёзные проблемы для разрешения вопросов классификации гигантского кальмара. Большинство исследователей считают, что пока есть основания говорить только об одном виде (Architeuthis dux), распространённом по всему мировому океану.

## История изучения

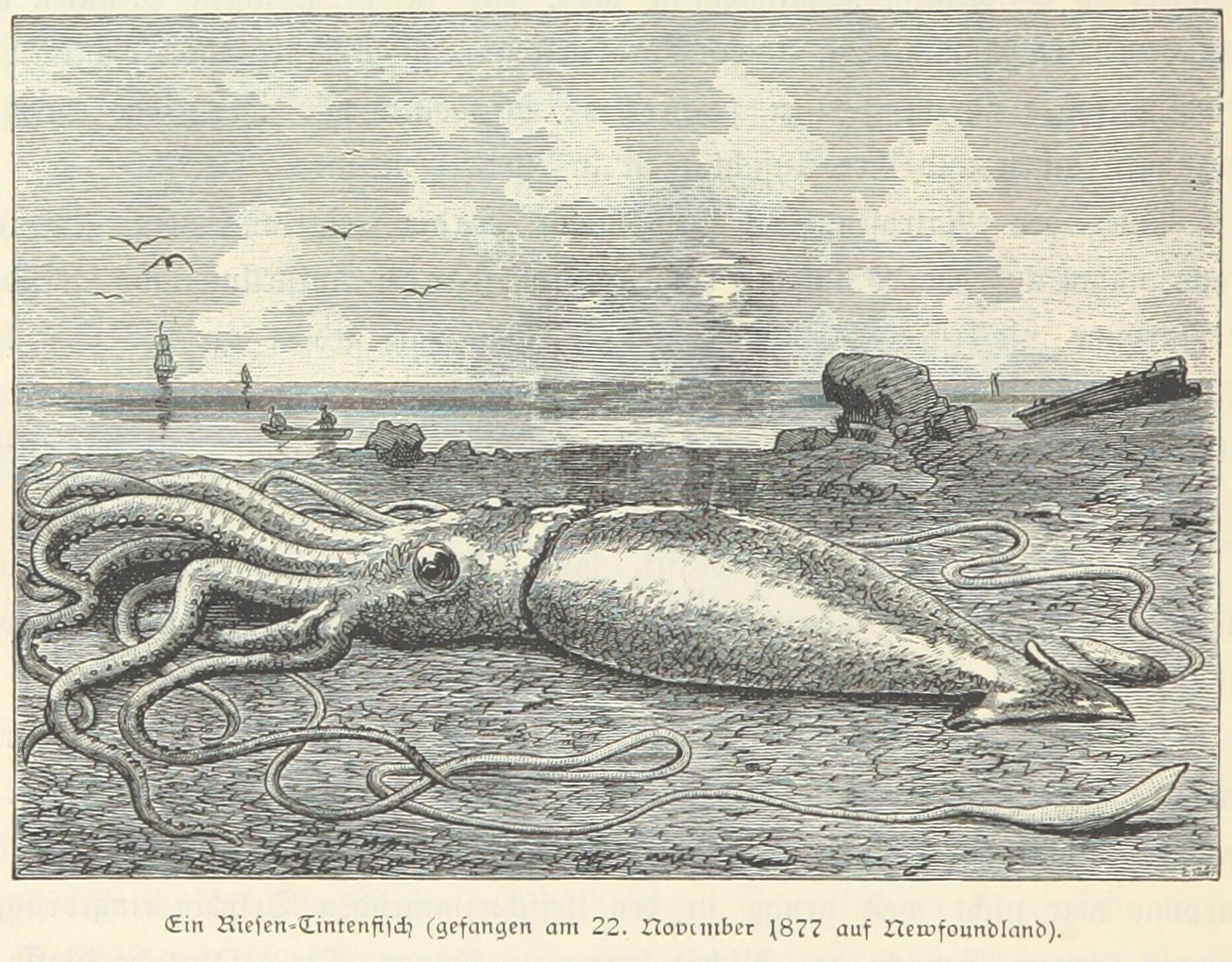
Гигантский кальмар, пойманный в 1877 г. у берегов Ньюфаундленда

Первые сохранившиеся описания гигантского кальмара были сделаны древнегреческим философом Аристотелем (IV век до н. э.) и римским историком Плинием Старшим (I век н. э.). Аристотель отделял гигантских кальмаров длиной в 5 локтей (teuthus) от обычных (teuthis). Плиний Старший описывал гигантских кальмаров в «Естественной истории», с головой «размером с бочку», с девятиметровыми щупальцами и весом в 320 кг.
Рассказы о гигантских кальмарах были распространены среди моряков с древних времен. Вероятно, они и легли в основу скандинавской легенды о кракене, громадном морском чудовище, своими щупальцами способном потопить любой корабль, а также древнегреческих мифов о Сцилле и Харибде.

Гигантский кальмар, обнаруженный вблизи Тронхейма (Норвегия) в 1954 году

В 1857 датский зоолог Япетус Смит Стенструп выполнил научное описание гигантского кальмара. Он впервые использовал термин Architeuthis в качестве родового наименования. В 1861 году французским судном Alecton была доставлена часть гигантского кальмара, что можно считать началом изучения этого животного научным сообществом. В 1870-х несколько крупных особей было выброшено на берега Ньюфаундленда. Подобные случаи отмечались также в Новой Зеландии в конце XIX столетия.
Хотя единичные случаи выбрасывания случались по всему миру, нигде это не происходило так часто, как в Ньюфаундленде и Новой Зеландии в XIX столетии. Точно неизвестно, почему это происходило. По одной из гипотез, это могло случиться из-за временного изменения в параметрах глубинных вод в местах обитания гигантского кальмара. Многие учёные считают, что такие массовые выбрасывания происходят циклически и могут быть относительно точно предсказаны. Специалист по гигантским кальмарам Фредерик Олдрич сумел предсказать некоторое увеличение частоты выбрасывания в 1964—1966 годах, основываясь на предположении, что этот период составляет 90 лет.
В 2004 году в районе Фолклендских островов рыболовецким тралом был пойман и доставлен в Музей естественной истории в Лондоне для изучения гигантский кальмар длиной 8,62 м. Такие крупные и хорошо сохранившиеся экземпляры попадали в руки учёных крайне редко. В большинстве случаев им достаются малопригодные для изучения полуразложившиеся особи, выброшенные на берег либо извлеченные из желудков убитых кашалотов. Для предохранения от разложения тело кальмара было вморожено в лёд во время транспортировки, а после разморозки по прибытии в Лондон помещено в формалино-солевой раствор. В настоящее время оно демонстрируется в здании Дарвиновского центра на территории музея. В 2005 году Мельбурнским аквариумом был приобретен хорошо сохранившийся 7-метровый экземпляр, выловленный в районе Новой Зеландии.

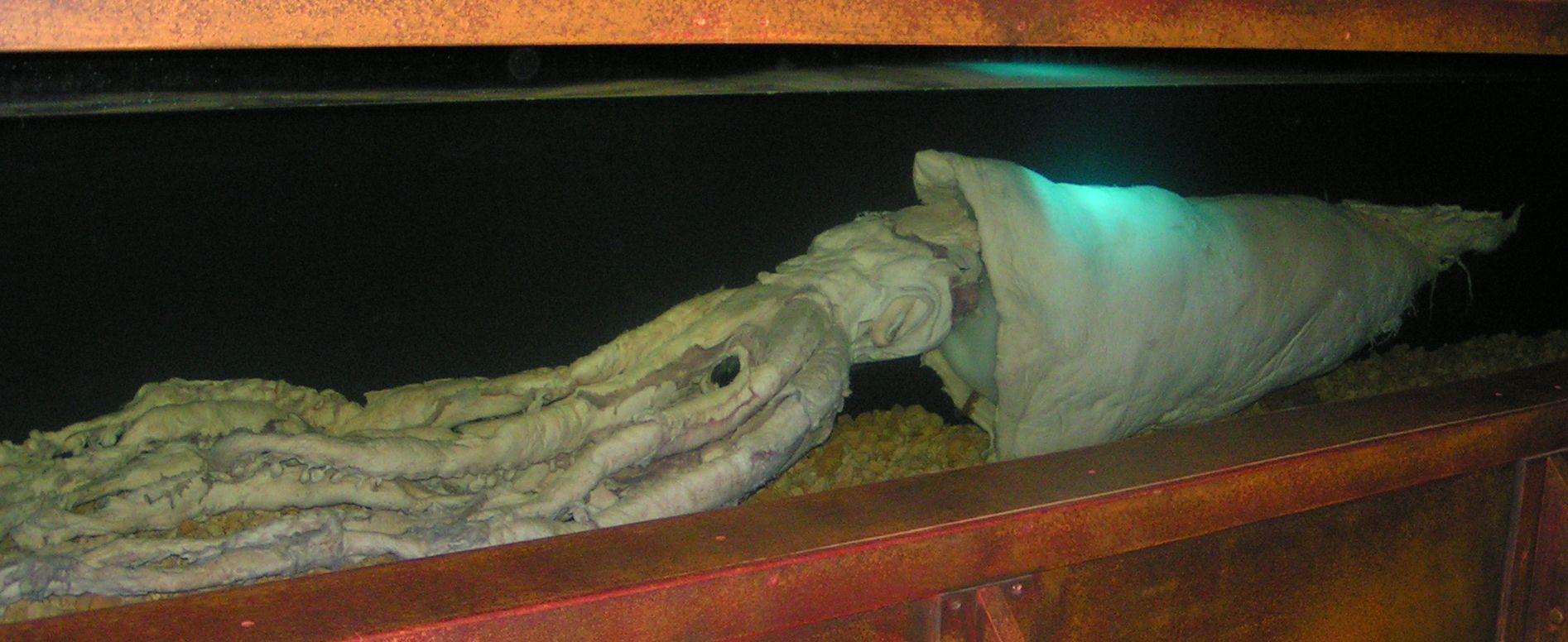
Гигантский кальмар, пойманный в 2002 году

На пороге XXI века гигантский кальмар оставался фактически единственным представителем мегафауны, который никогда не был сфотографирован живьем (пойманным либо в дикой природе). В 1993 году подводная фотография, на которой были запечатлены аквалангист и гигантский кальмар, была опубликована в книге «European Seashells». Однако, позже животное на фотографии было идентифицировано как больной или умирающий экземпляр другого крупного вида кальмаров (Onykia robusta). Первые кадры, на которых были засняты живые личинки гигантского кальмара, были получены в 2001 году и показаны по каналу Discovery.
Первые снимки взрослой особи были получены в префектуре Киото (Япония). Гигантский кальмар длиной 4 м (с мантией длиной 2 м) был обнаружен вблизи поверхности воды, пойман и привязан к причалу, где умер в течение суток. Сейчас тело выставляется в национальном музее природы и науки в Токио.
Первые снимки живого гигантского кальмара в естественной среде были получены 30 сентября 2004 японскими учеными Цунэми Кубодэрой и Кёити Мори. Для этого им потребовалось около двух лет поисков. Снимки были получены во время третьего путешествия на известное им место охоты кашалотов в 970 км к югу от Токио, где они опустили в глубину 900-метровый трос с приманками из креветок и кальмаров, снабжённый камерой со вспышкой. После 20 попыток восьмиметровый гигантский кальмар атаковал наживку и зацепился щупальцем за крюк. За 4 часа, которые потребовались ему для того, чтобы освободиться, камера сделала более 400 снимков. Щупальце осталось прикрепленным к приманке, тест ДНК показал, что оно действительно принадлежало гигантскому кальмару. Полученные снимки были опубликованы год спустя, 27 сентября 2005 года.
Помимо прочего, полученные наблюдения помогли установить настоящее поведение гигантского кальмара во время охоты, которое было предметом многочисленных спекуляций. Вопреки предположениям о том, что гигантский кальмар малоподвижен, снимки продемонстрировали агрессивные охотничьи повадки этого животного.
В ноябре 2006 американский исследователь Скотт Кассель возглавил экспедицию в Калифорнийский залив, главной целью которой было получить видео гигантского кальмара в естественной среде. Команда использовала оригинальный метод съёмки: специально разработанная камера была закреплена на плавнике перуанско-чилийского гигантского кальмара. Таким методом удалось получить видео, на котором вероятнее всего запечатлен 12-метровый гигантский кальмар. Год спустя видео было использовано в программе о гигантских кальмарах на канале History.
4 декабря 2006 года гигантский кальмар был заснят на видео вблизи островов Огасавара (1000 км к югу от Токио) группой исследователей под руководством Цунэми Кубодэры. Это была небольшая самка длиной 3,5 м и весом около 50 кг. Наживка, использованная учёными, сперва привлекла внимание кальмара более мелкого вида, который, в свою очередь, был атакован гигантским кальмаром. Самка была поднята на судно, но умерла во время этого процесса.
29 декабря 2015 года гигантский кальмар длиной 3,7 м был обнаружен и заснят на видео в заливе Тояма острова Хонсю (300 км к северо-западу от Токио).
В конце августа 2022 года, тело четырёхметрового гигантского кальмара вынесло на побережье ЮАР, на пляж Скарборо в Кейптауне.

## В культуре
- Гигантские кальмары предположительно являются героями фантастического рассказа Герберта Уэллса «Морские пираты» (The Sea-Raiders, 1896);
- В советском приключенческом фильме «Тайна двух океанов» (1956), поставленном по одноимённому роману Григория Адамова (1938), гигантский кальмар утаскивает в море батискаф с профессором-океанологом Лордкипанидзе, которому чудом удаётся спастись;
- Гигантский кальмар является ключевым персонажем повести советского писателя Сергея Павлова «Акванавты» (1968) и романа американского писателя Питера Бенчли «Тварь» (1996). В обоих произведениях упоминается его латинское название — Architeutis dux;
- В аниме-сериале «Suisei no Gargantia» на основе ДНК гигантских кальмаров и ДНК человека был создан новый вид человека разумного;
- Сцена нападения гигантского кальмара на галеон описана в романе Майкла Крайтона «Пиратские широты»;
- В фильме Питера Бенчли «Чудовище» (Beast);
- В книге Чайны Мьевиля «Кракен» (2010);
- В романе Жюля Верна «Двадцать тысяч лье под водой» (1869);
- В книге братьев Стругацких «Сказка о Тройке».